# Discocalyx megacarpa
Discocalyx megacarpa är en viveväxtart som beskrevs av Elmer Drew Merrill. Discocalyx megacarpa ingår i släktet Discocalyx och familjen viveväxter. Inga underarter finns listade i Catalogue of Life.